# سافرونوو
سافرونوو (به لاتین: Safronovo) یک منطقهٔ مسکونی در روسیه است که در سرزمین آلتای واقع شده‌است.